# Jacobitismo
O Jacobitismo foi um movimento político dos séculos XVII e XVIII na Grã-Bretanha e Irlanda que tinha por objectivo a restauração do reinado da Casa de Stuart na Inglaterra e Escócia (e depois de 1707, ano em que os reinos da Escócia e o da Inglaterra se uniram). Ou seja, marcou um momento de transição entre os governos absolutistas ou tradicionalistas dos Stuarts para os governos parlamentares ou liberais da Casa de Hanôver.
Este tem igualmente um pendor católico e antiprotestante dos primeiros, daqueles que queriam a abertura para a prática da sua religião.
A sua designação advém de Jaime II de Inglaterra (e Jaime VII da Escócia) de quem eram adeptos, cujo nome em latim era Iacobus Rex, numa altura em que era a única língua usada pelos sacerdotes durante as celebrações e aquela do uso corrente da diplomacia. Este movimento acabaria por ser derrotado, sobretudo em dois grandes momentos e batalhas em 1715 e 1748 respectivamente.
O jacobitismo foi a resposta à deposição do referido rei James em 1688, ano da Revolução Gloriosa, em que ele foi substituído pela sua filha protestante Maria II de Inglaterra juntamente com o seu marido Guilherme de Orange, por parte das forças que o apoiavam. Os Stuarts passaram a viver no continente europeu depois disso, tentando ocasionalmente recuperar o trono britânico com a ajuda da França e Espanha (e das forças católicas existentes em certas zonas como a Irlanda e as Terras Altas escocesas) (Highlands).
Os royalists (realistas) apoiavam o jacobitismo porque acreditavam que o parlamento não tinha autoridade para interferir com a sucessão real e muitos católicos viam-no como o alívio da opressão protestante. Muitas pessoas envolveram-se nas campanhas militares por vários motivos também. Na Escócia, a causa jacobita tornou-se envolvida na agonia do sistema dos clãs guerreiros das Highlands, e tornou-se uma memória revivalista romântica.
O emblema dos jacobitas é a Rosa branca de Iorque (White Rose of York). O Dia da Rosa Branca é celebrado a 10 de junho, o aniversário de Jaime Francisco Eduardo Stuart, conhecido como The old pretender que caso tivesse tido êxito teria sido o rei Jaime III de Inglaterra (VIII da Escócia), nascido em 1688.

## Outros movimentos legitimistas
Outras facções monárquicas tradicionalistas e contrarrevolucionárias europeias, que se tornaram opositoras aos regimes dos seus respectivos países, após terem sido derrubadas por conflito político armado, nomeadamente, por via de guerra civil:
- Carlismo — na Espanha
- Miguelismo — em Portugal
- Legitimismo francês